# Вооружённые силы Саудовской Аравии
Саудовские вооружённые силы (араб. القوات المسلحة السعودية‎) — совокупность войск Королевства Саудовская Аравия, предназначенная для защиты свободы, независимости и территориальной целостности государства. 
Состоят из сухопутных войск, военно-морских сил, военно-воздушных сил, войск ПВО, стратегических ракетных сил и национальной гвардии. 
Страна разделена на 6 военных округов.
Количество личного состава составляет свыше 150 тыс. человек.
В рядах вооружённых сил королевства проходят службу 224 500 человек (в том числе национальная гвардия). Служба — контрактная. К воинской службе привлекаются и иностранные наёмники. Каждый год призывного возраста достигают 250 тыс. человек. Мобилизационные резервы — 5,9 млн чел.
Саудовская Аравия входит в первую десятку стран по объёмам финансирования вооружённых сил: военный бюджет отнимает 10—11 % ВВП  (самый высокий показатель среди стран Персидского залива).

## История
Вооружённые силы Саудовской Аравии формировались при значительной военно-технической поддержке США и Великобритании, осуществлявших поставки вооружения и боевой техники, а также предоставивших Эр-Рияду военных специалистов. Только в 1975—1977 гг. в Саудовской Аравии работали около 2 тыс. британских военных специалистов и инструкторов. 
Также в вооружении саудовской армии приняла участие Франция. Только в 1974—1978 гг. королевство закупило у Франции вооружения на 1,5 млрд долларов. В результате, к 1979 году саудовская армия превратилась в мощную структуру,  она насчитывала около 120 тыс. человек, в том числе 58 тыс. в сухопутных силах, 40 тыс. в Национальной гвардии, 15 тыс. в ВВС, 3 тыс. на флоте и ещё 3 тыс. в пограничных войсках. На вооружении этой мощной армии было около 800 танков, 200 самолётов и 30 военных кораблей.
Численность вооружённых сил непрерывно растёт, так в 1990 г. они насчитывали всего 90 тысяч чел. Основным поставщиком оружия для королевства традиционно являются США (85 % всего вооружения). В стране выпускаются бронетранспортёры собственной разработки.
Согласно королевскому указу № 226 в 2011 году Министерство обороны и авиации было переименовано в Министерство обороны. Одновременно с этим из структуры министерства была исключена гражданская авиация. В настоящее время вооружённые силы Саудовской Аравии подведомственны Министерству обороны. Пост министра обороны с 1962 года занимал брат короля принц Султан ибн Абдул-Азиз Аль Сауд. В ноябре 2011 года после смерти принца пост главы оборонного ведомства занял принц Салман ибн Абдул-Азиз Ал Сауд.

## Общие сведения
| Вооружённые силы Саудовской Аравии                              | Вооружённые силы Саудовской Аравии |
| --------------------------------------------------------------- | --- |
| Виды вооружённых сил Министерства обороны и авиации:            | Королевские Саудовские сухопутные войска; Королевские Саудовские морские силы, включая морскую пехоту и спецназ ВМС; Королевские Саудовские воздушные силы; Королевские Саудовские противовоздушные силы; Королевские Саудовские стратегические ракетные силы; Саудовская арабская национальная гвардия. |
| Призывной возраст и порядок комплектования:                     | Вооружённые силы Саудовской Аравии комплектуются исключительно на добровольной основе, подданными Саудовской Аравии, достигшими возраста 18 лет (оценочно); призыв на воинскую службу отсутствует (по данным на 2004 год)                                                                                |
| Человеческие ресурсы, доступные для воинской службы:            | мужчины в возрасте 16-50: 8 644 500 (?) женщины в возрасте 16-49: 6 601 985 (2010 оценочно) |
| Человеческие ресурсы, пригодные для воинской службы:            | мужчины в возрасте 16-49: 7 365 624 женщины в возрасте 16-49: 5 677 819 (2010 оценочно) |
| Человеческие ресурсы, ежегодно достигающие призывного возраста: | мужчины: 261 105 женщины: 244 763 (2010 оценочно) |
| Военные расходы — процент от ВВП:                               | 10 % (по данным на 2005 год), 2-е место в мире 48,2 млрд долл. (за 2011 год) или 11,4 % ВВП |

## Структура

### Структура
- Главнокомандующий - Король Саудовской Аравии
- Министерство обороны
- Генеральный штаб
- Военная инспекция

### Военные округа
Саудовская Аравия разделена на шесть военных округов: 
Центральный (штаб в Эр-Рияде), 
Северный (штаб в Хафр-эль-Батин), 
Западный (штаб в Джидде), 
Северо-Западный (штаб в Та-буке), 
Южный (штаб в Хамис-Мушайт) и 
Восточный (штаб в Эд-Даммам).

## Состав

### Сухопутные войска

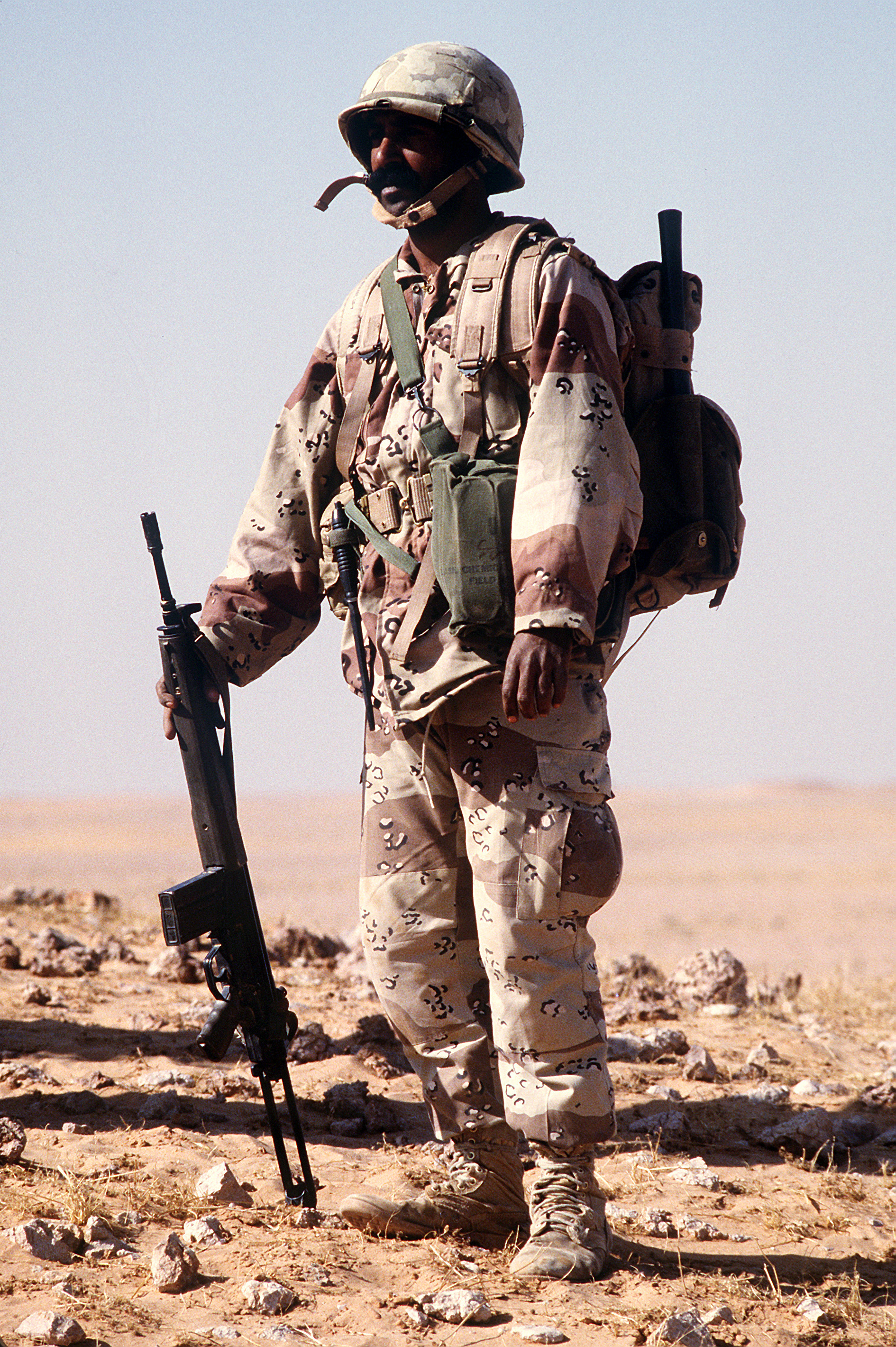
Солдат саудовской армии

Сухопутные войска насчитывают около 80 тыс. человек. Командование осуществляется через генеральный штаб.
Боевой состав:
- 10 бригад, в том числе: 4 бронетанковые (3 танковых батальона, механизированный батальон, разведывательный батальон, противотанковый батальон, дивизионы артиллерии и ПВО), 5 механизированных (3 механизированных батальона, 1 танковый батальон, батальон поддержки, дивизионы артиллерии и ПВО), 1 воздушно-десантная (2 парашютных батальона, 3 роты спецназа);
- 8 артиллерийских дивизионов;
- 2 бригады армейской авиации;
- пехотная бригада королевской гвардии (3 пехотных батальона).
- также пограничные войска.

Вооружение: 1055 танков, 170 САУ, 238 буксируемых орудий, 400 миномётов, 60 РСЗО, 2400 ПТРК, 970 БМП, 300 бронеавтомобилей, 1900 ЗРК.

### Военно-морские силы
Численность: 15,5 тысяч человек. Состоит из Западного (в Красном море) и Восточного (в Персидском заливе) флотов.
Состав:
- 18 кораблей (7 фрегатов, 4 корвета, 7 тральщиков) и 75 катеров (в том числе 9 ракетных, 8 десантных).
- Морская авиация: 31 вертолёт, в том числе 21 боевой.
- Морская пехота: полк из 2 батальонов (3000 чел.).
- Войска береговой обороны — 4 батареи мобильных ракетных комплексов.

### Военно-воздушные силы
Численность 19 тыс. человек. На вооружении 293 боевых самолёта, 78 вертолётов.

### Войска ПВО
Численность войск ПВО составляет 16 тыс. человек.
Объединены в единую систему с США. Главный командный пункт системы ПВО находится в подземном комплексе в Эр-Рияде.
Силы ПВО состоят из зенитно-ракетных комплексов, зенитной артиллерии, частей радиотехнических войск. В оперативном подчинении сил ПВО находятся истребители ВВС.
Вооружения: 17 РЛС дальнего обнаружения, 5 самолётов ДРЛО, 51 батарея ЗУР.

### Противоракетная оборона
В ноябре 2018 года Саудовская Аравия подписала с США соглашение о покупке американской системы противоракетной обороны THAAD на сумму 15 млрд долларов. Вооружение производит компания Lockheed Martin. Сделка по продаже Саудовской Аравии 44 пусковых установок THAAD, ракет и другого оборудования обсуждалась с декабря 2016 года.
В июле 2019 года Пентагон сообщил о заключении контракта с компанией Lockheed Martin по созданию системы противоракетной обороны THAAD для Саудовской Аравии. Новый контракт является модификацией ранее заключённого соглашения о создании ПРО для высокогорной зоны для Саудовской Аравии.

### Стратегические ракетные силы
Численность: более 1000 человек. 

На вооружении около 40 китайских баллистических ракет средней дальности (2000—2800 км, с боеголовкой весом до 2 тонн) «Дунфэн-3» (CSS-2), купленных у Китая в 1987 году, размещённых сначала на базе Аль Сулайюль (построенной с помощью китайских специалистов) примерно в 450 км к юго-западу от столицы, затем также на базе Аль-Джуфайр примерно в 90 км к югу от столицы.
В 2013 году на спутниковых снимках была обнаружена третья, хорошо укреплённая база Аль Ватах (по названию ближайшего населённого пункта Al-Watah) в горном районе, примерно в 200 км к юго-западу от Эр-Рияда.
Некоторые источники предполагают, что в Саудовской Аравии рассматриваются возможности приобрести баллистические ракеты у Пакистана и передовые китайские баллистические ракеты DF-21.

### Военизированные формирования
- Национальная гвардия изначально создавалась в противовес регулярной армии как наиболее верная опора монархического режима. В начале 1950-х годов называлась «Белой армией». Долгое время только силы НГ имели право дислоцироваться на территории главных нефтеносных провинций страны. Набиралась по клановому принципу из лояльных династии племён провинций аль-Неджд и аль-Хасса. На данный момент племенное ополчение муджахеддин насчитывает только 25 тыс. человек. Регулярные части насчитывают 75 тыс. человек и состоят из 3 механизированных и 5 пехотных бригад, а также церемониального кавалерийского эскадрона. На вооружении артиллерия и БМП, танков нет[16].
- Корпус пограничной охраны (1050 человек) в мирное время находится в ведении МВД[16].
- Береговая охрана: численность — 4,5 тыс. чел. располагает 50 патрульными катерами, 350 моторными лодками, королевской яхтой[16].
- Силы безопасности — 500 чел[16].